# خط أنابيب تركمانستان-أفغانستان-باكستان
خط أنابيب تركمانستان-أفغانستان-باكستان هو خط أنابيب لنقل الغاز قيد الإنشاء يربط كل من تركمانستان وباكستان مرورا بالأراضي الأفغانية. الوجهة النهائية لخط الأنابيب هي بلدة فزيلكا الهندية الواقعة على الحدود الباكستانية. ويبلغ طول الخط نحو 1,680 كلم. ومن المقرر أن تكون الكمية المنقولة من الغاز عبر خط أنابيب تركمانستان-أفغانستان-باكستان 27 مليار متر مكعب من الغاز سنويا. وتقدر التكلفة الإجمالية لخط الأنابيب بنحو 7.6 مليار دولار أمريكي وسيتم تمويل هذا المبلغ من قبل بنك التنمية الآسيوي ومن المتوقع أن يبدأ تشغيل الخط عام 2014.

## التاريخ
بدأ المشروع الأصلي في 15 مارس 1995 حينما وقعت حكومتا تركمانستان وباكستان مذكرة تفاهم لبناء خط أنابيب لنقل الغاز الطبيعي يربط بين البلدين. بدعم من شركة بريداس الأرجنتينة. في المقابل قدمت شركتا يونيكال الأمريكية ودلتا السعودية مشروعهما الخاص لبناء غاز. وقد قام الرئيس التركماني صابر مراد نيازوف بتوقيع عقد لبناء خط الأنابيب مع ائتلاف تجاري بقيادة شركة يونيكال الأمريكية في 21 أكتوبر 1995. وفي 27 أكتوبر 1997 تأسست شركة خط أنابيب أسيا الوسطى المحدودة.
ولأن خط الأنابيب سوف يعبر الأراضي الأفغانية فقد بدا من الضروري الاتفاق مع حركة طالبان الحاكمة في أفغانستان. وقد وقعت طالبان على عقد لمرو خط الأنابيب عبر الأراضي الأفغانية واختارت في يناير 1998 شركة خط أنابيب أسيا الوسطى المحدودة على منافستها شركة بريداس الأرجنتينية لبناء الخط في القسم الأفغاني.
في 7 أغسطس 1998 فُجرت سفارتي الولايات المتحدة الأمريكية في دار السلام ونيروبي وكان على رأس قائمة المتهمين أسامة بن لادن الذي حظي بدعم زعيم حركة طالبان الملا عمر ونتيجة لذلك أوقفت شركة يونيكال جميع محادثات بناء الخط الأنابيب مع طالبان. وفي 8 ديسمبر 1998 أعلنت شركة يونيكال انسحابها من الائتلاف التجاري.
بعد سقوط نظام طالبان وقع اتفاق جديد بين حكومات تركمانستان وأفغانستان وباكستان في 27 ديسمبر 2002 لبناء خط أنابيب يربط البلدان الثلاثة. وفي 2005 قدم بنك التنمية الآسيوي دراسة الجدوى النهائية للمشروع. وفي 11 ديسمبر 2010 انضمت الهند إلى المشروع ووقعت في العاصمة التركمانية عشق أباد اتفاقا مشتركا مع كل من تركمانستان وأفغانستان وباكستان لببناء خط أنابيب لنقل الغاز.

## المسار
يبلغ طول خط الأنابيب المقترح 1,680 كلم وهو يبدأ من حقل حقل دولة أباد في جمهورية تركمانستان إلى أفغانستان حيث يمر بهرات وقندهار ثم إلى باكستان حيث يمر بكويته ومولتان ثم يصل إلى وجهته النهائية وهي بلدة فزيلكا بالهند الواقعة على الحدود الهندية الباكستانية.